# Jesse Metcalfe
Jesse Metcalfe, född 9 december 1978 i Carmel Valley, Kalifornien, är en amerikansk skådespelare. Han är mest känd för sin roll som John Rowland i TV-serien Desperate Housewives, där han spelar John, Gabrielle Solis (Eva Longoria) älskare.
Han är även känd för sin roll i TV-serien "Dallas". Han medverkade i filmen John Tucker Must Die där han spelar John Tucker.
Metcalfe var tillsammans med den nordirländska sångerskan Nadine Coyle från 2006 till 2007.
I mars 2007 meddelades det att Metcalfe lagts in på en rehabiliteringsklinik för sin alkoholism.